# Оране
Ора́не —  село в Україні, у Іванківській селищній громаді Вишгородського району Київської області. Населення становить 624 особи. Село належить до III зони гарантованого добровільного відселення.

## Історія
Перші згадки про село датуються 1848 р.
Назва села походить від міста Оран, яке існувало в глибоку давнину між нинішніми селами Оране та Фрузинівка. Про це розповідається в архівних документах, які датовані 1864 р. Із збірника «Огляд могил, валів і городищ, 1848 р.» відомо: «В двох верстах від с. Оране над р. Тетерів є городище, або городок 30-ти саженів в довжину і 20-ти в ширину. Навколо нього глибокий рів, з'єднаний обабіч з р. Тетерів. За переказами, тут знаходилось колись м. Оран, а нинішнє городище було його укріпленням». Вважається, що назва походить від поля, виораного серед дрімучих лісів.
7 (20) листопада 1917 року, відповідно до Третього Універсалу Української Центральної Ради, увійшло до складу Української Народної Республіки.
У 1939 р. тетерівські береги розвідувала археологічна експедиція АН СРСР. На околицях села знайдено могильник та залишки давньоруського городища, за якими й було доведено, що невеличке місто було зруйноване у IX ст. У похованнях між Ораним і Хочевою знайшли мечі, які належали воїнам XII ст.
При польському пануванні Оране належало митрополиту Київської митрополії Феліціану Володкевичу. Тут жив помічник Володкевича — ксьондз Грегор Тетеруковський.
Найстарішою будівлею Ораного була церква, збудована в 1720 р. У 1960-ті роки вона зруйнована.
У 1795 р., за два роки після приєднання України до Росії, землі Володкевича, за наказом царського уряду, були подаровані нащадку полтавського полковника Іскри — Степану Іскрі.
До 1861 р. Оране належало Марії Коперницькій. Федора Федосіївна Давидчук (1887 р.н.) розповідала, що її матір-кріпачку оранський пан виміняв у диканського поміщика за собаку.
У 1900 р. село належало двом поміщицям — Трубецькій та Каменській.
Крім церкви, у селі була винна лавка, водяний та вітряний млини і церковнопарафіяльна школа, яка розміщувалася в старій селянській хаті.
Після Жовтневого перевороту у селі утворився комнезам, головою якого став Григорій Сидоренко. Головою сільського ревкому обрано Івана Коваленка.
Сільську раду організовано в 1922 р., головою був Ничипір Демченко.
До революції в Ораному було кілька винокурень, які виробляли спирт із картоплі.
У 1926 р. на землях поміщика Григоровича-Барського побудовано крохмальний завод.
У 1929 р. створено колгосп «Нове Життя», головою якого обрано Івана Петренка. Першими членами колгоспу стали одинадцять найбідніших селянських родин. Сільськогосподарська артіль носила ім’я Куйбишева.

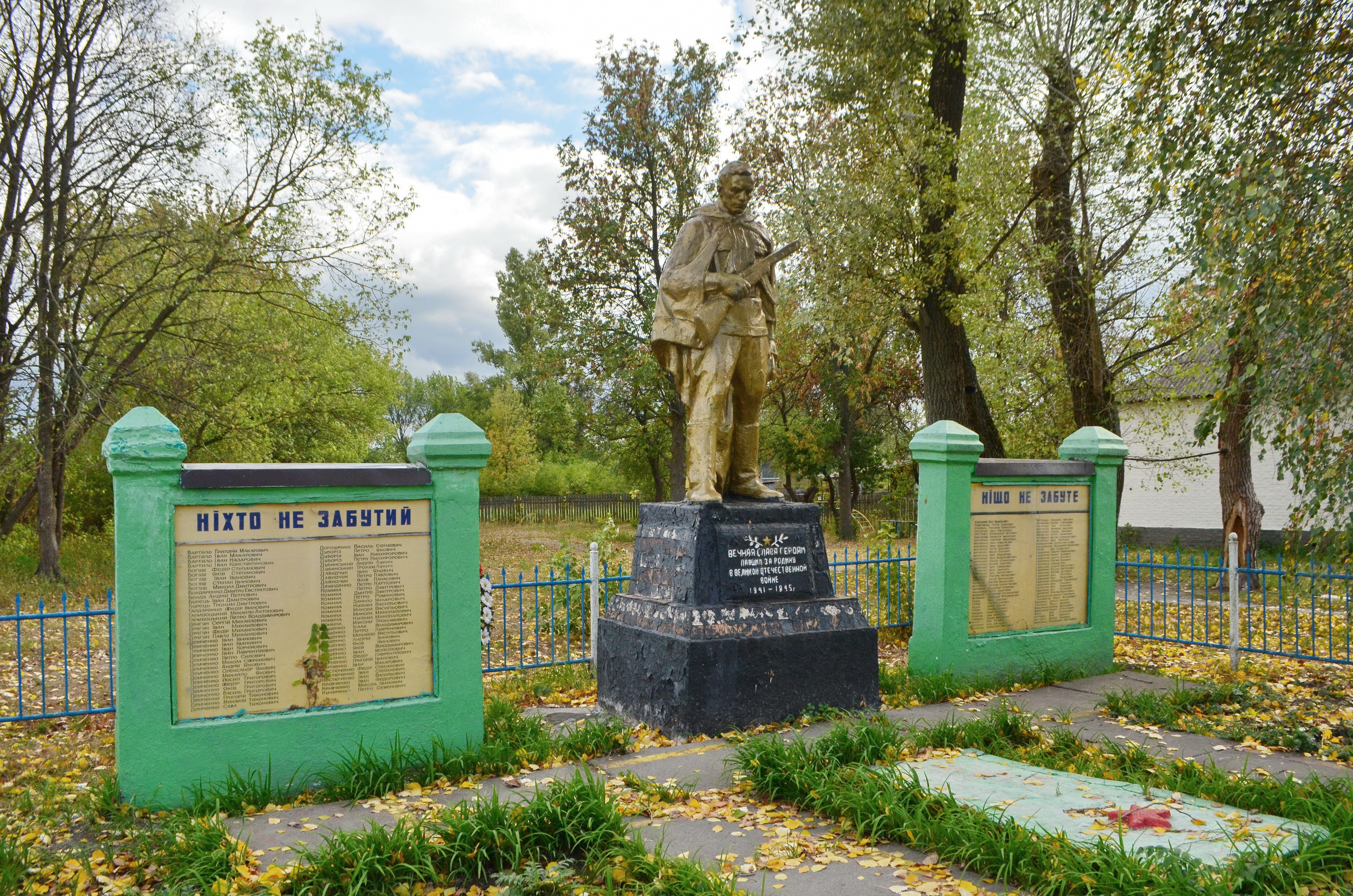
Пам'ятник воїнам-односельцям, які загинули в роки Другої світової війни, село Оране, біля сільської ради

У роки німецько-радянської війни окупанти спалили 260 хат, вщент зруйновано крохмальний завод. 137 жителів села не повернулись з фронту. На сьогодні серед жителів села 6 інвалідів війни, 4 учасника бойових дій та 240 дітей війни.
У післявоєнні роки село відбудовувалось, відновлювалися зруйновані крохмальний завод, колгосп.
За сумлінну працю нагороджені орденами колгоспники Пилип Пономаренко, Іван Демченко, Микола Снітко, Іван Сидоренко, Катерина Дуборіз, Марія Рутян.
Всі жителі села мають статус потерпілих від наслідків аварії на ЧАЕС. Серед жителів Ораного — 34 ліквідатори наслідків аварії на ЧАЕС та 24 інваліди.
12 червня 2020 року, відповідно до розпорядження Кабінету Міністрів України № 715-р «Про визначення адміністративних центрів та затвердження територій територіальних громад Київської області», увійшло до складу Іванківської селищної територіальної громади.
19 липня 2020 року, в результаті адміністративно-територіальної реформи та ліквідації Іванківського району, село увійшло до складу новоутвореного Вишгородського району.
З кінця лютого до 1 квітня 2022 року під час російсько-української війни село було окуповане російськими військами.

## Видатні люди села
- У селі багато талановитих та здібних людей: Ніна Малашенко — вчителька Оранської ЗОШ, поетеса; Віктор Сошко — молодий майстер ліплення з глини; Михайло Мурашко — майстер з різьби по дереву. Є майстри з виготовлення виробів з дерева: це Євгеній Малашенко, Михайло Сидоренко, Володимир Лукаш, Ігор Гончар, Іван Богуш.
- Оране пишається своїми талановитими вишивальницями: Ніною Карпенко, Ольгою Петренко, Ганною Дорошенко, Надією Харченко.
- Уродженець Ораного — І. Ф. Злобенко, лауреат Ленінської премії.
- Іскра Наталія Степанівна (1844 — після 1912), (сценіч. : Іскра — Словатинська, Романович — Словатинська) — українська концертно-камерна співачка (сопрано).

## Інфраструктура
Сьогодні на території села розміщуються Оранське лісництво, ВАТ «Оранський крохмальний завод», ТОВ «Україна», ТОВ «Екополіс», ТОВ «ДІВА», прикордонна застава «Оране». У селі діють Оранська ЗОШ I-II ступенів, молодіжний центр, створений за сприяння Чорнобильської Програми відродження регіонів, Програми розвитку ООН та молодіжної організації «Салют», ФАП.

## Галерея

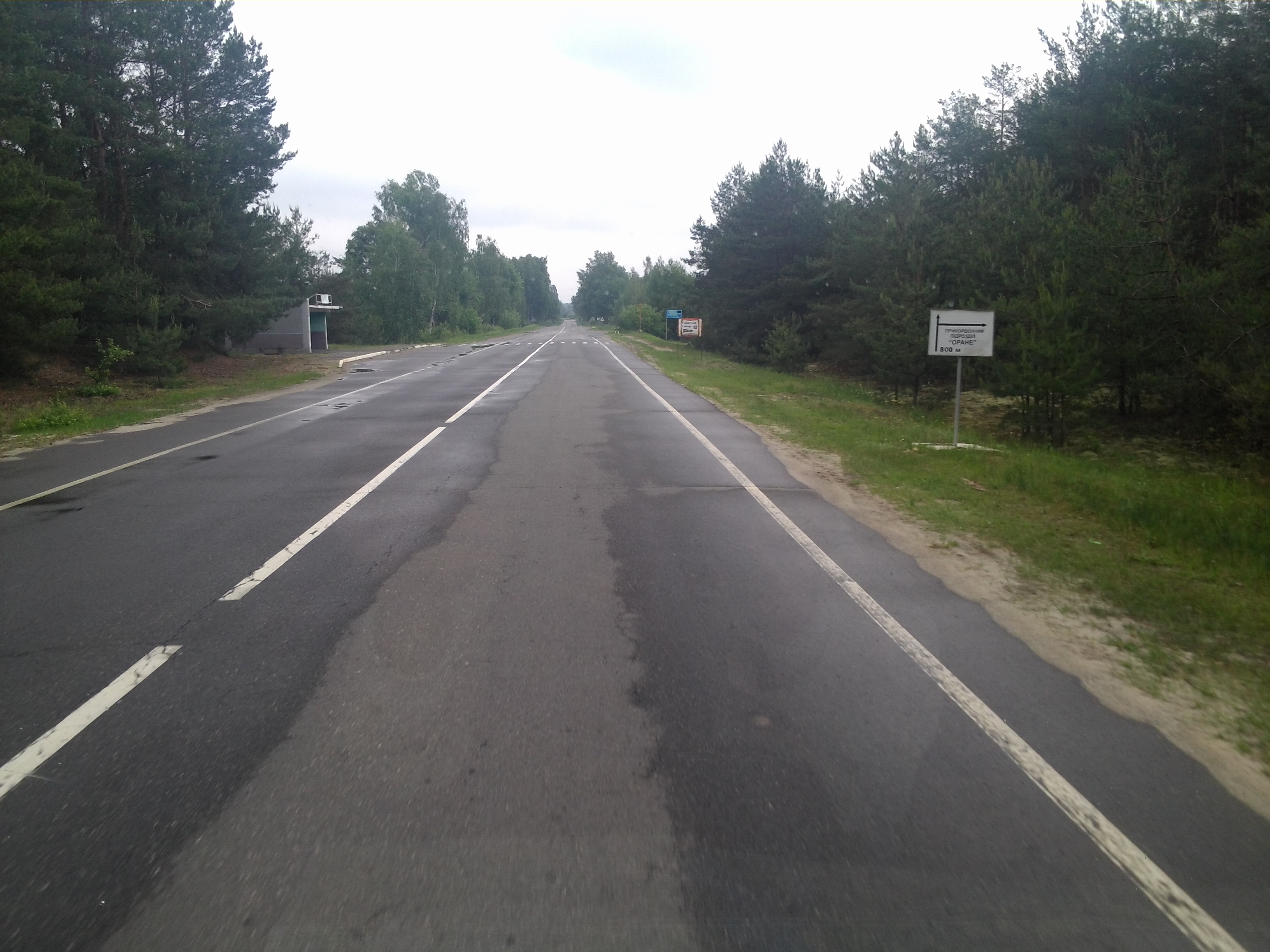
Автобусна зупинка та поворот на прикордонну заставу
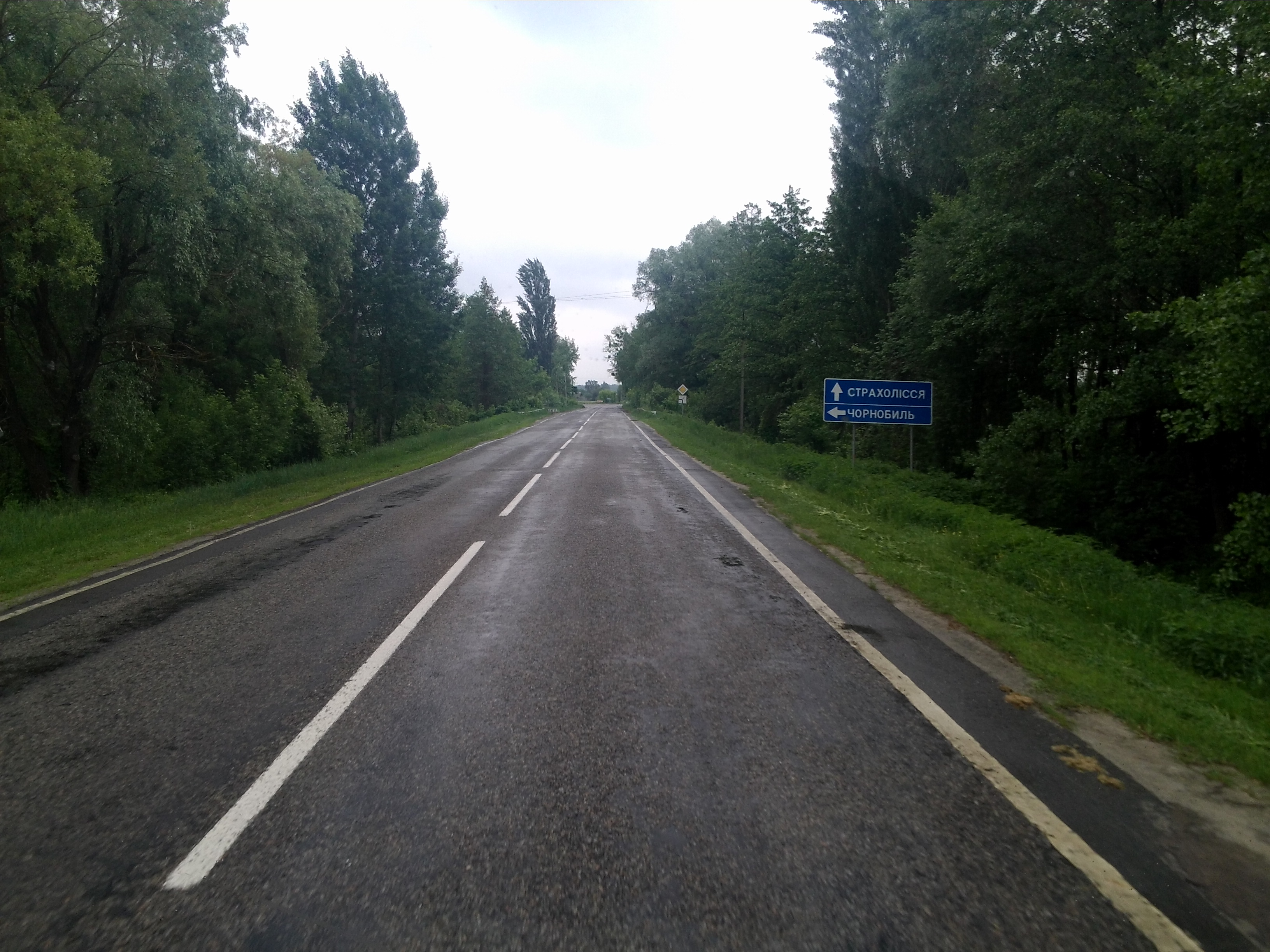
Вказівник
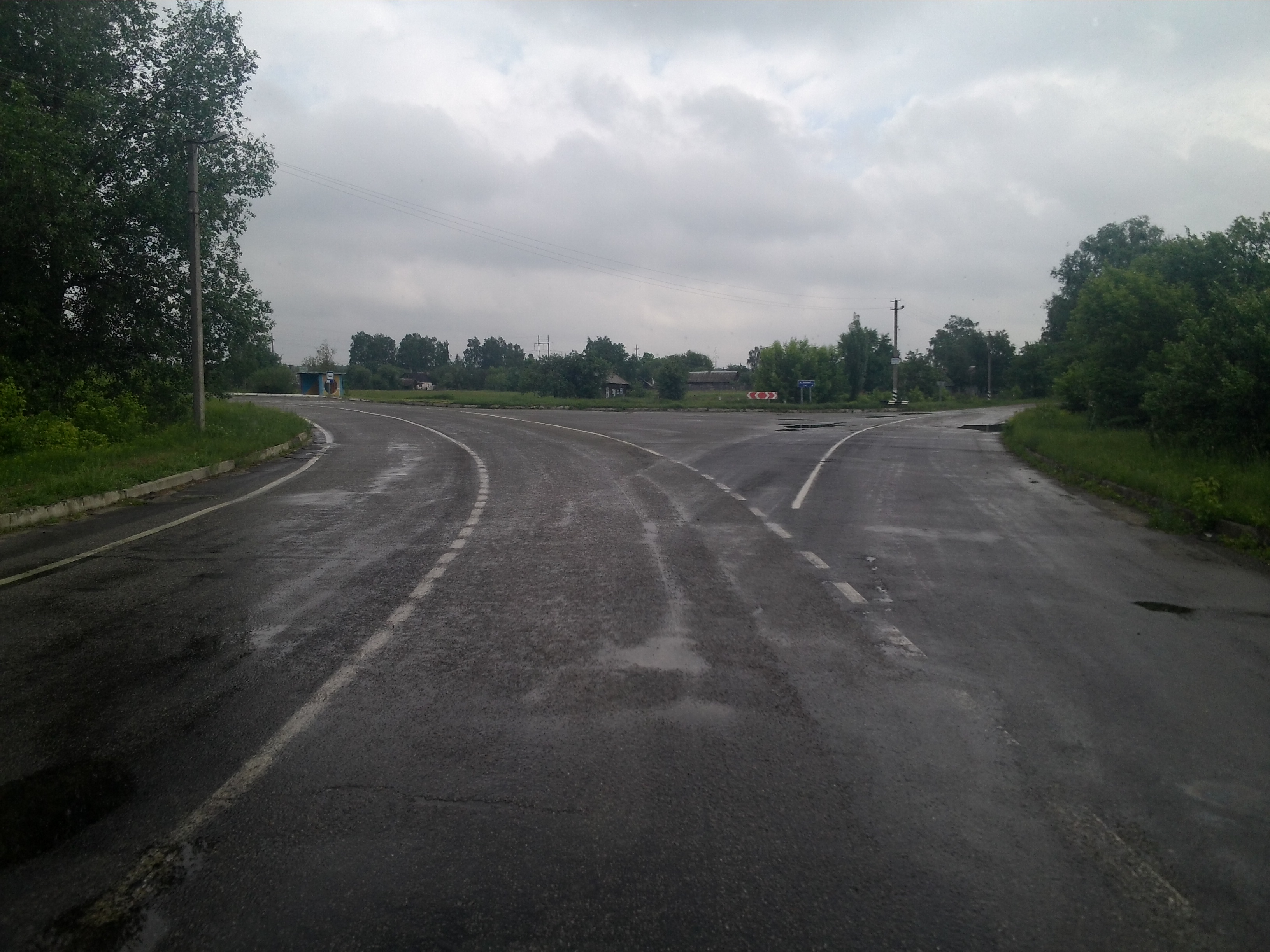
Розвилка в селі на Страхолісся та Чорнобиль